# Angel (Saybia)
Angel is een nummer van de Deense alternatieve rockband Saybia uit 2007. Het is de eerste single van hun derde studioalbum Eyes on the Highway.
"Angel" is een pianoballad. Het is de eerste single die Saybia uitbracht na een pauze van twee jaar. Het nummer haalde een bescheiden 30e positie in hun thuisland Denemarken en in de Mega Top 50 van het Nederlandse radiostation 3FM. De Nederlandse Top 40 of de Tipparade werden niet gehaald.